# 帕里亞科托區
帕里亞科托區（西班牙語：Distrito de Pariacoto），是秘魯的一個區，位於該國北部安卡什大區的瓦拉斯省，始建於1857年1月2日，面積162.5平方公里，海拔高度1,239米，2005年人口4,248，人口密度為每平方公里26人。